# Financial Times
Pour les articles homonymes, voir FT.
Le Financial Times (FT) est un quotidien économique et financier britannique. Il est généralement considéré comme le quotidien économique de référence en Europe. Le journal compte plus d'un million d'abonnés dont près d'un tiers est installé au Royaume-Uni. La version papier est tirée à 163 000 exemplaires. Le Financial Times est particulièrement lu par les élites économiques et financières en Europe et aux États-Unis. Le journal est publié en cinq éditions différentes : Royaume-Uni, Europe, États-Unis, Asie et Moyen-Orient. Il est imprimé dans 18 villes : Londres, Liverpool, Glasgow, Dublin, Francfort, Milan, Madrid, New York, Chicago, San Francisco, Orlando, Tokyo, Hong Kong, Singapour, Séoul, Dubaï et Doha.
Le Financial Times est fondé en 1888 par James Sheridan. En 1945, il absorbe son principal rival à la City de Londres : le Financial News. Le journal est acheté par le groupe Pearson en 1957. Dans la seconde moitié du XXe siècle, le tirage du journal s'étend à l'étranger, notamment en Europe de l'Ouest, en Amérique du Nord et en Asie. Son influence devient alors globale. Depuis 1998, plus d'exemplaires du journal se vendent à l'étranger qu'au Royaume-Uni.
Depuis 1994, le Financial Times publie le magazine How to spend it. Le site internet du Financial Times ouvre en 1995 et les formules d'abonnement en ligne font leur apparition en 2002. En 2015, la holding FT Group, propriétaire du Financial Times, est rachetée pour 844 millions de livres sterling par la multinationale japonaise Nikkei, propriétaire et éditeur du Nihon Keizai Shinbun, quotidien financier de référence au Japon.
Depuis sa création en 1888, le Financial Times défend une ligne éditoriale favorable à l'économie de marché, au libre-échange et à la démocratie libérale.

## Histoire
Lancé le 9 janvier 1888 sous le titre de London Financial Guide  par Horatio Bottomley, il est renommé dès le 13 février de la même année Financial Times. Le lancement du journal est un succès, en 1890 les ventes augmentent de 73 % sous la direction de William Ramage Lawson. Ce dernier est remplacé par A.E Murray en 1896, lui-même remplacé par C. H Palmer en 1909 et DST Hunter en 1924. Cette même année le Financial Times rachète le journal Financer.
En 1937, Archie Chisholm est nommé directeur du Financial Times avant que le journal soit racheté par Brendan Bracken en 1945. 
En 1945, il absorbe son principal rival à la City de Londres : le Financial News. 
Hargreaves Parkinson devient directeur de la rédaction avant d'être remplacé par Gordon Newton en 1949. En 1953, le Financial Times fête sa 20000e édition et la création de la rubrique Arts.
En 1957, le Financial Times est racheté par la maison d'édition Pearson. En 1960 la diffusion du Financial Times excède les 132 000 exemplaires quotidiens et devient, en 1968, un journal de dimension internationale. En 1973, Gordon Newton est remplacé par Fredy Fisher, lui-même remplacé par Geoffrey Owen en 1981. En 1985, le Financial Times commence à être imprimé à New York. Sa diffusion dépasse les 250 000 exemplaires. Sous sa direction est créée la version moderne du Financial Times (fusion avec Financial News et création des colonnes Lex). En 1987, le Financial Times publie le premier index boursier mondial. Le journal commence à être imprimé l'année suivante à Paris et acquiert Les Échos et L'Expansion. 
Depuis 1998, plus d'exemplaires du journal se vendent à l'étranger qu'au Royaume-Uni.
Dans les années 1990, le Financial Times est publié à Tokyo
En 1993, sa diffusion dépasse les 300 000 exemplaires quotidiens. En 1995, le Financial Times est imprimé à Madrid, Stockholm et Los Angeles. Le site FT.com est lancé la même année.
En 1996, le Financial Times commence à être imprimé à Hong Kong. L'année suivante, l'édition du weekend est refondue, l'édition américaine lancée. En 1998 le Financial Times est imprimé à Milan et Chicago. Sa diffusion à l'étranger devient supérieure à celle du Royaume-Uni. En 1999, le Financial Times est lancé à Boston et San Francisco ; sa diffusion dépasse les 400 000 exemplaires par jour.
Dans les années 2000, le journal s'étend à Dallas, Miami, Kuala Lumpur et Séoul. L'édition allemande voit le jour en 2000 également. En 2001, la diffusion dépasse les 500.000 exemplaires, sous la direction de Andrew Gowers qui devient le nouveau directeur de la rédaction. De 2002 à 2004, le journal s'étend à l'Afrique du Sud, Dubaï, Atlanta et Sydney. L'édition UK est refondue, l'édition Asie lancée. En 2005, Lionel Barber est nommé à la tête de la rédaction, John Ridding à la direction générale du journal et Rona Fairhead à la tête du Groupe Financial Times. La même année le Groupe achète Mergermarket, une société média spécialisée dans les actualités financières et l'analyse des marchés. En 2007, l'édition du Financial Times est globalement et acquiert Exec-Appointments, site d'emploi pour les cadres supérieurs et dirigeants (secteur public et privé). L'année suivant, le groupe achète Money-Media et lance China Confidential, un service de recherches fournissant des conseils pour les investisseurs étrangers en Chine. En 2009, le Financial Times lance son application smartphone et tablette, et achète MandateWire, une entreprise d'intelligence économique, flux d'actifs institutionnels et prospection. La même année, le Financial Times lance howtospendit.com un magazine en ligne sur le lifestyle, la mode, le luxe et les nouvelles technologies.
En 2010, le Financial Times acquiert Medley Global Advisors un fournisseur de macro-intelligence pour les plus grandes banques d'investissement mondiales (investissement, fonds spéculatifs et gestion d'actifs). Cette même année, la diffusion moyenne digitale et print est de 597 015 exemplaires. Le lectorat est estimé à 1,9 million de personnes à travers le monde en 2010 et 2,1 millions en 2011. Toujours en 2011, le Financial Times lance Brazil Confidential, sur le même principe que le China Confidential.
Le 15 septembre 2014, le Financial Times lance une nouvelle édition simplifiée, unique, dont seules les unes changent. L'objectif est de libérer des ressources pour favoriser la transition numérique.

Le 23 juillet 2015 est annoncé l'achat par le groupe Nihon Keizai Shimbun-sha du quotidien Financial Times au britannique Pearson pour 844 millions de livres (1,19 milliard d’euros). À la suite de l'annonce du départ de Lionel Barber en tant que rédacteur en chef du journal en janvier 2020, il est annoncé que Roula Khalaf lui succédera à ce poste.

## Contenu
Le journal est divisé en deux cahiers, l'un d'informations nationales et internationales diverses, l'autre sur l'actualité des entreprises et des marchés financiers.

## Groupe
Le FT Group, filiale du groupe Pearson PLC, possède entre autres jusqu'en août 2015 50 % de The Economist Group (propriétaire de l'hebdomadaire The Economist), vendu à Exor et à la famille Rothschild. Il a vendu en 2007 sa participation dans Les Échos à LVMH. 
En janvier 2019, le Financial Times annonce la création de Sifted, un journal en ligne dédié à l'actualité de la tech. Ce journal est créé par l'ancien directeur de l'innovation du Financial Times et est composé d'ancien journalistes du Financial Times. La nouvelle société créée est soutenue par le Financial Times et des business angels européens,.

## Prises de position
Le Financial Times est un ardent défenseur de la mondialisation libérale. Le journal soutient le multilatéralisme et la coopération internationale au détriment de l'isolationnisme ou de l'unilatéralisme. Il estime que l'ONU doit se doter d'une force militaire armée. Il s'oppose au protectionnisme et est favorable au libre-échange, à l'abaissement des droits de douane et à la limitation des barrières non tarifaires.
Dans les années 1980, le Financial Times soutenait les politiques libérales menées par Margaret Thatcher au Royaume-Uni et Ronald Reagan aux États-Unis. Le quotidien estime que Thatcher a eu raison de réduire le pouvoir des syndicats et de conduire une vague de privatisations dans divers secteurs industriels.
Le Financial Times était aussi favorable à la politique de libéralisation de l'économie de Deng Xiaoping en République populaire de Chine, cependant le journal regrette que cela n'ait pas été accompagné par une libéralisation politique de la société chinoise. Le quotidien est aujourd'hui critique du virage autoritaire de Xi Jinping, il considère le PCC trop puissant et son emprise sur la société trop importante.
Le Financial Times avait favorablement accueilli les politiques de perestroïka et glasnost de Mikhaïl Gorbatchev en URSS. Le journal estime que celles-ci ont permis la fin du communisme et l'ouverture des pays d'Europe de l'Est. Au cours des années 2010, le journal est critique de la politique étrangère agressive de Vladimir Poutine et plaide pour un maintien et un renforcement des sanctions contre la Russie.
Le Financial Times est généralement perçu comme europhile. Le journal encourage un renforcement de l'intégration économique au sein du marché unique et plaide aussi pour un renforcement de l'intégration monétaire au sein de la zone euro. Le Financial Times est en revanche plus sceptique sur l'intérêt d'un approfondissement de l'intégration politique au sein de l'Union européenne. Le quotidien avait appelé à voter « Remain » lors du référendum sur l'appartenance du Royaume-Uni à l'Union européenne du 23 juin 2016. Le Financial Times est fermement opposé à un Brexit sans accord et pense que le Premier Ministre Boris Johnson est un danger pour la démocratie britannique.
Le Financial Times a soutenu le Parti conservateur aux élections générales britanniques de 2010, 2015 et 2017. Le journal appelle cependant à se méfier de la branche eurosceptique du parti. Le quotidien n'a cependant pas systématiquement soutenu les Conservateurs dans son histoire, il avait par exemple appelé à voter pour les Travaillistes de Tony Blair aux élections générales de 2001 et 2005, malgré l'opposition de la rédaction du journal à la guerre d'Irak. Aux élections générales britanniques de 2019, le Financial Times n'apporte son soutien à aucun parti, le journal estime qu'il n'y a aucun bon choix entre les conservateurs de Boris Johnson et les travaillistes de Jeremy Corbyn. Le FT est également opposé à l'idée d'un second référendum sur le Brexit proposée par les Libéraux-démocrates, il appelle donc ses lecteurs à voter pour les candidats internationalistes, favorables aux entreprises, libéraux et ouverts à l'Europe.
Lors de la présidentielle américaine, le Financial Times a apporté son soutien à Barack Obama en 2008 et 2012, critiquant tout de même certaines de ses propositions protectionnistes,. A celle de 2016, le journal a estimé qu'Hillary Clinton était, malgré ses « nombreuses faiblesses », un meilleur choix que Donald Trump. Depuis son élection, le Financial Times a sévèrement critiqué les réformes fiscales et la politique commerciale de Donald Trump,.
Le Financial Times s'inquiète de la montée des mouvements populistes autoritaires et d'extrême droite dans le monde. Ainsi, le journal s'est félicité de la victoire d'Emmanuel Macron contre Marine Le Pen à l'élection présidentielle française de 2017.
Bien que qualifiant d'« absurdes » les théories du grand remplacement et du génocide blanc, le Financial Times prend position pour que des politiques natalistes soient mises en place en Europe afin d'éviter l'effondrement démographique du continent ou l'apparition d'une société européenne multiethnique. Le journal estime qu'avec les taux de fécondité actuels « les Européens sont une espèce en voie de disparition ».

## Rédaction

### Directeur de la rédaction
| Nom                  | Période   |
| -------------------- | --------- |
| Archibald Chisholm   | 1937-1940 |
| Albert George Cole   | 1940-1945 |
| Hargreaves Parkinson | 1945-1949 |
| Sir Gordon Newton    | 1949-1973 |
| Fredy Fisher         | 1973-1981 |
| Sir Geoffrey Owen    | 1981-1991 |
| Richard Lambert      | 1991-2001 |
| Andrew Gowers        | 2001-2006 |
| Lionel Barber        | 2006-2020 |
| Roula Khalaf         | 2020-     |

### Anciens journalistes connus
Plusieurs anciens journalistes du Financial Times ont exercé des responsabilités politiques. 
- Jo Johnson - Homme politique britannique.  Ancien correspondant en Inde [40]
- Ed Balls - Homme politique britannique. Ancien journaliste économique [41]
- Nigel Lawson - Homme politique britannique. Ancien journaliste économique[42].
- Chrystia Freeland - Femme politique canadienne. Ancienne correspondante à Moscou[43]

## Affaires révélées

### Affaire Wirecard (2019)
Dès janvier 2019, le Financial Times révèle des possibles falsifications comptables de la part de l'entreprise allemande Wirecard. En conséquence, la police singapourienne ouvre une enquête et le cours de bourse de l'action de l'entreprise chute de 40 % en 4 mois. La BaFin, le régulateur allemand des marchés financiers, en février 2019, réfute les accusations du FT et prend la défense de Wirecard en interdisant la vente à découvert de son action en bourse. En octobre 2019, le Financial Times publie un nouvel article à charge et soulève des pratiques comptables douteuses de la part de Wirecard. À la suite de cet article, Ernst & Young, l'auditeur financier de Wirecard, refuse de valider les comptes de l'année 2017 de l'entreprise. Le 19 juin 2020, après avoir reporté à plusieurs reprises la publication de ses comptes annuels pour l'année 2019, le président fondateur de l'entreprise, Markus Braun, démissionne. Le 22 juin 2020, Wirecard confirme que 1,9 milliard d’euros mentionnés dans son bilan « n’existe très probablement pas ». Le 23 juin 2020, Markus Braun est arrêté par la police allemande. Le 25 juin 2020, Wirecard se déclare en faillite et dépose le bilan, son cours en bourse chute de 98 %.

### Fonds H2O (2019)
En juin 2019, le Financial Times révèle l'illiquidité de certains fonds de H2O AM, une filiale de Natixis. Au lendemain de la révélation, l'agence Morningstar suspend la notation du fond H2O Allegro. Moins d'une semaine après la publication de l'article du FT, près de 1,4 milliard d'euros ont été retirés des fonds de H2O. En août 2020, l'AMF, le régulateur français des marchés financiers, contraint H2O AM à la suspension des souscriptions et des rachats des parts de trois de ses fonds. En septembre 2020, Crédit agricole assurances, qui distribue à la marge les fonds H2O dans ses contrats d’assurance vie, décide de suspendre la commercialisation de tous les fonds de H2O jusqu'en décembre au moins. En novembre 2020, le groupe bancaire Natixis, actionnaire à hauteur de 50,01% de H2O, déclare qu'il souhaite sortir du capital de H2O et, en janvier 2021, il annonce la vente de ses parts aux dirigeants de la société de gestion fondée par Bruno Crastes.

### Greensill (2021)
En février 2021, le Financial Times révèle que la BaFin, le régulateur allemand des marchés financiers, a demandé à Greensill Capital de réduire son exposition aux entreprises de l'homme d'affaires Sanjeev Gupta,.